# ريتشارد فينكلر
ريتشارد فينكلر هو رسام سويدي، ولد في 26 يونيو 1969 في نورشوبينغ في السويد.

## معرض صور

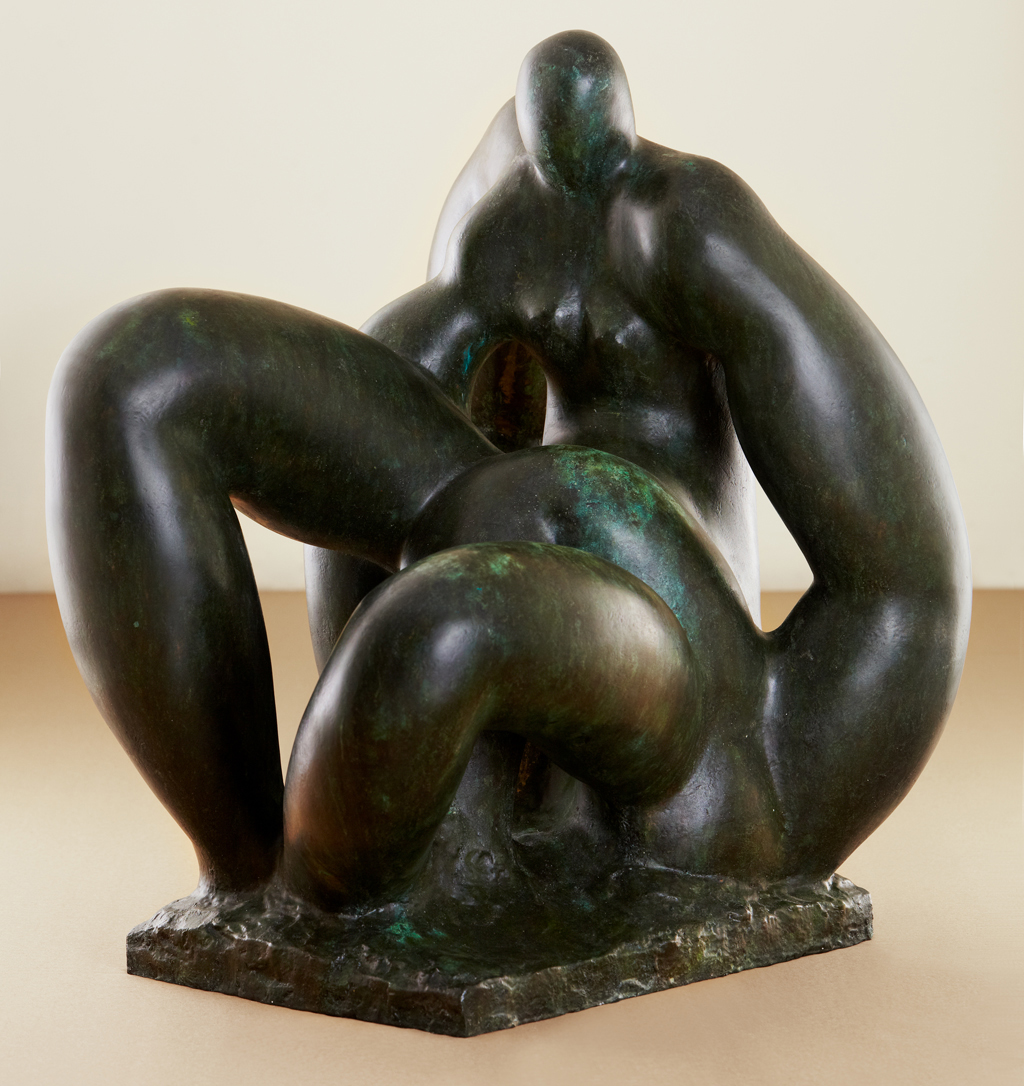
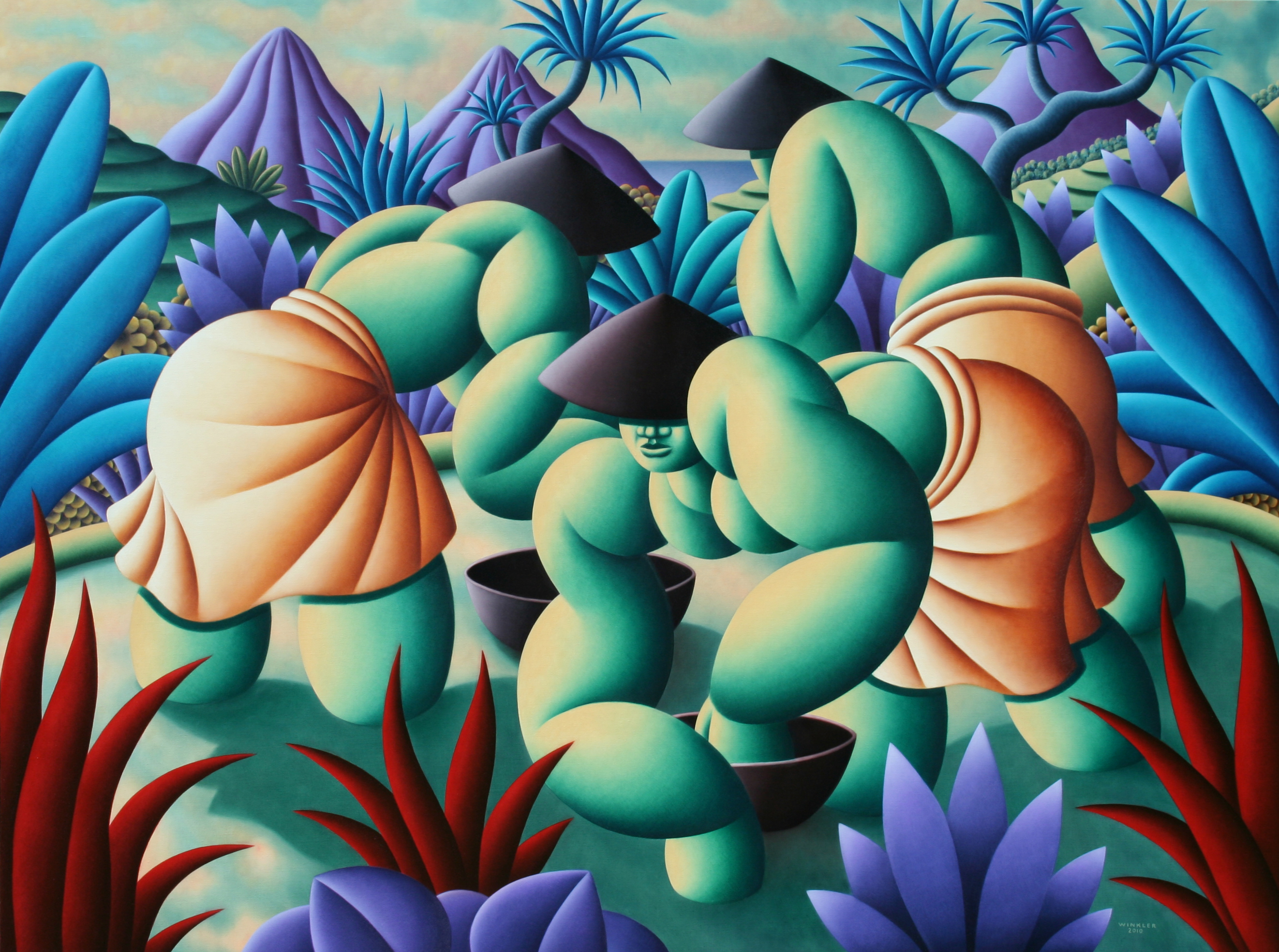
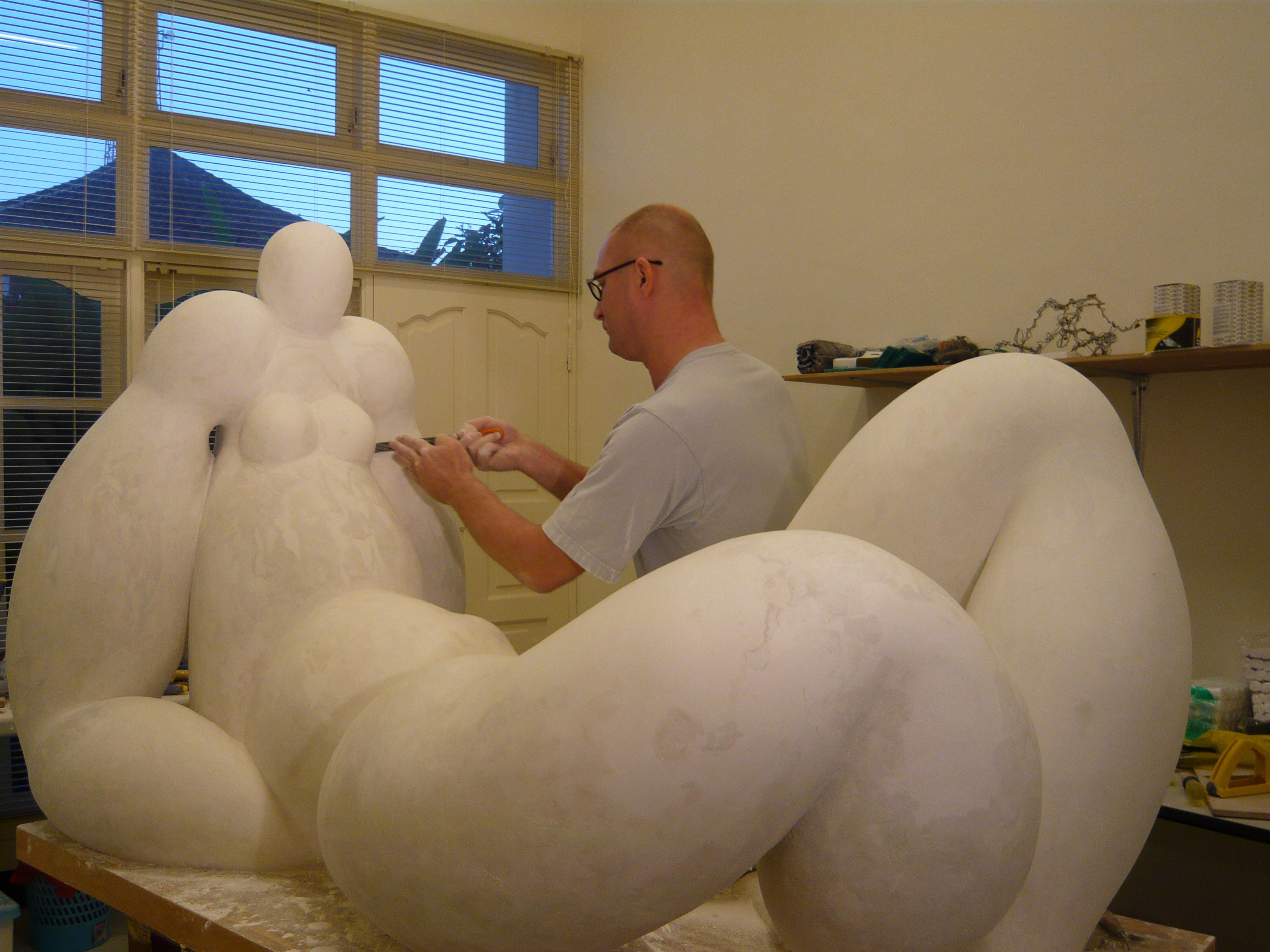
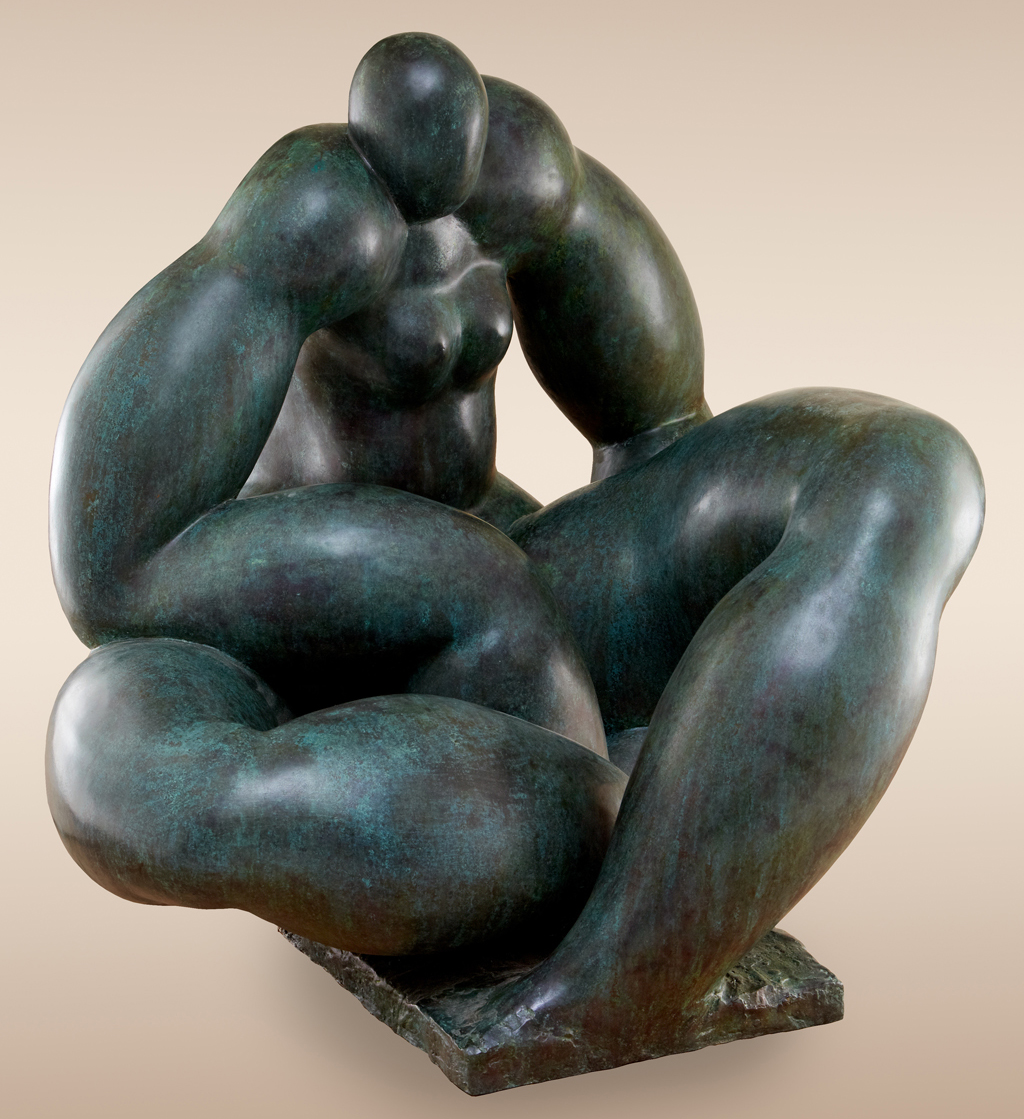
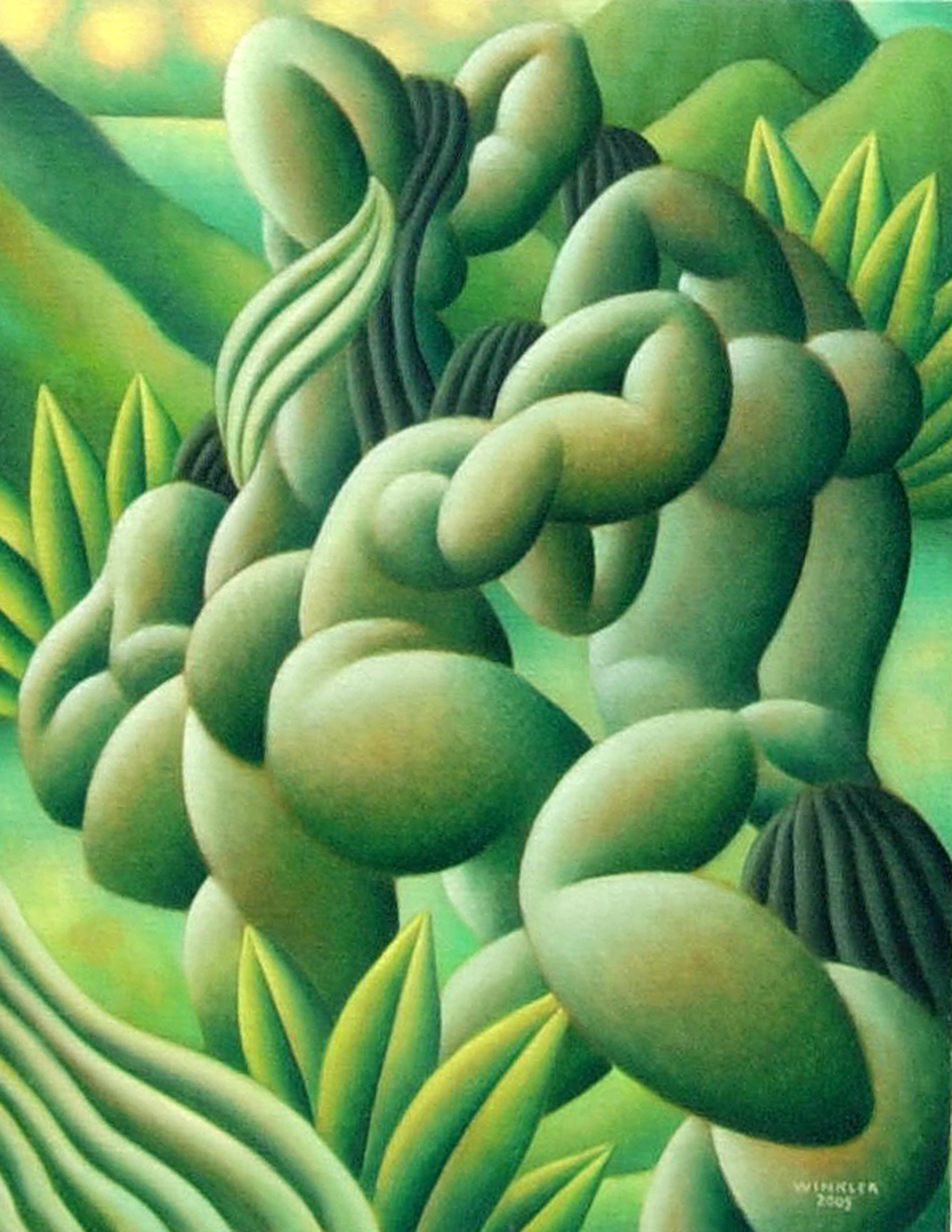
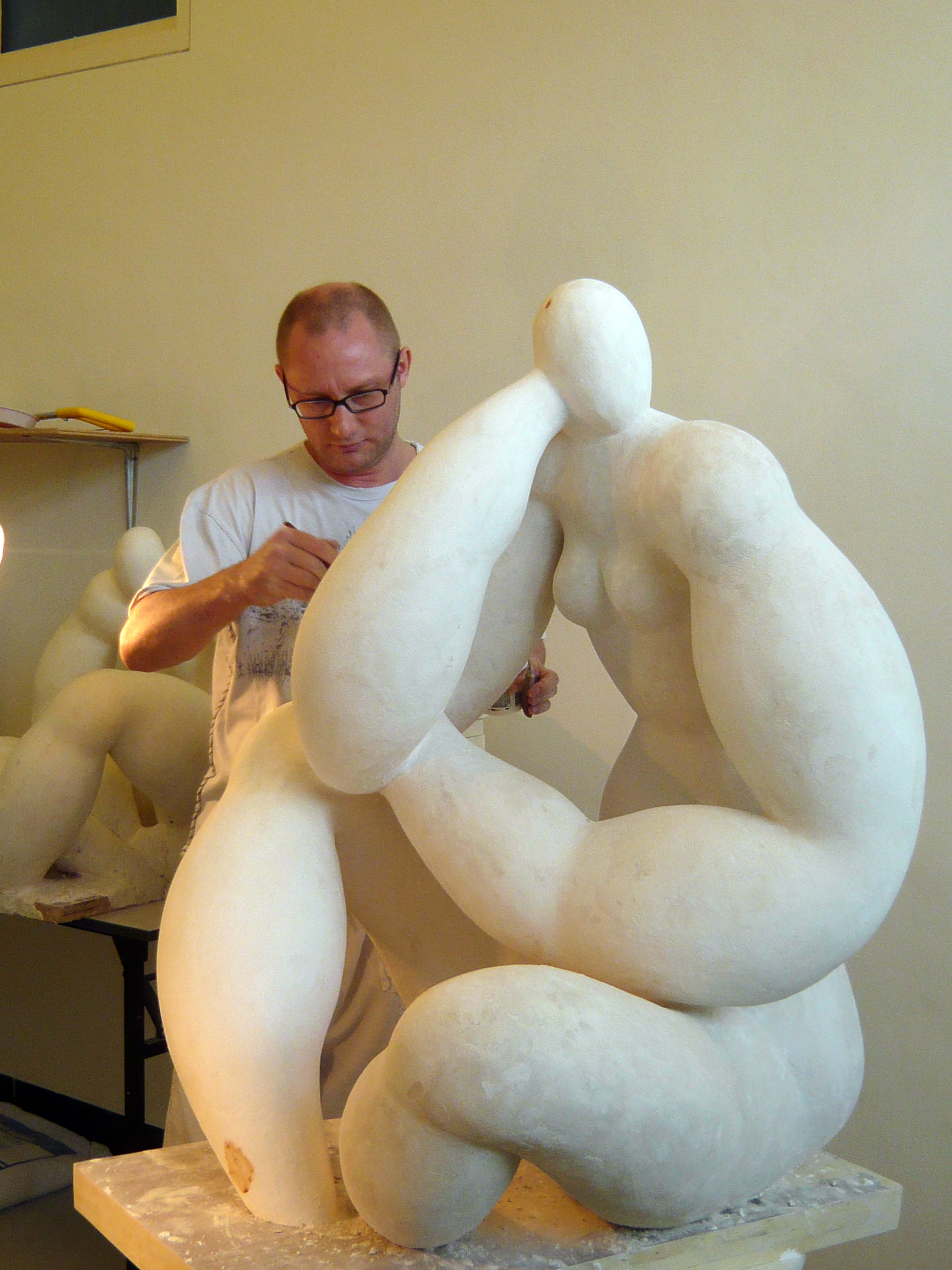